# Jean Giraud (Mathematiker)
Jean Giraud  (* 1936; † 28. März 2007) war ein französischer Mathematiker.
Giraud wurde 1966 bei Alexander Grothendieck an der Universität Paris promoviert (Cohomologie non abélienne de degré 2). Er lehrte später an der École normale supérieure de Lyon, dessen Direktor er 1995 bis 2000 war.
Er befasste sich unter anderem mit Kategorientheorie (er gab Axiome für die Topos-Theorie von Grothendieck an und entwickelte Grothendiecks Theorie der Stacks weiter), später vor allem mit der Auflösung von Singularitäten in komplexer und algebraischer Geometrie.
Giraud war im Rat der Société Mathématique de France und mitverantwortlich für die Gründung ihrer Zeitschrift Asterisque. Er war Präsident der französischen Sektion der Internationalen Kommission für Mathematikdidaktik (CIEM). 1970 war er Gastredner auf dem Internationalen Mathematikerkongress in Nizza (Utilisation des categories en geometrie algebrique).

## Schriften
- Méthode de la descente, Mémoires de la Société Mathématique de France, 1964
- Cohomologie non abélienne, Springer 1971
- mit Grothendieck, Steven Kleiman, Michel Raynaud: Dix exposés sur la cohomologie des schémas, North Holland, Masson 1968